# 亞戈金卡 (切爾沃諾阿爾米西克區)
50°26′50″N 28°13′18″E / 50.44722°N 28.22167°E
亞戈金卡（烏克蘭語：Ягодинка）是位於烏克蘭北部日托米爾州裏日托米爾區的村莊，始建於1889年，面積1.49平方公里，海拔高度225米，2001年人口287，人口密度每平方公里192.1人。